# أدولفو غارسيا (دراج)
أدولفو غارسيا (بالإسبانية: Adolfo García Quesada) (و. 1979  م) هو راكب دراجة هوائية إسباني، ولد في غرناطة، شارك في طواف إسبانيا.

## روابط خارجية
- أدولفو غارسيا على موقع الاتحاد الدولي للدراجات (الإنجليزية)
- أدولفو غارسيا على موقع أرشيف الدراجات (الإنجليزية)
- أدولفو غارسيا على موقع إحصائيات الدراجات الإحترافية (الإنجليزية)
- أدولفو غارسيا على موقع نسبة الدراجات (الإنجليزية)